# Laurie Anderson
(da "World Without End", 1994)
Laura Phillips Anderson, detta Laurie (Chicago, 5 giugno 1947), è una performance artist, musicista e cantante statunitense o, per sua stessa definizione, "una narratrice di storie".
È una delle principali animatrici della scena d'avanguardia newyorchese. I suoi lavori spaziano dalla musica alle performance multimediali passando per il teatro, le installazioni museali e la spoken poetry.

## Biografia
Iniziò a suonare il violino in tenera età e agli inizi degli anni settanta, dopo essersi laureata in scultura alla Columbia University di New York, si dedica alla Performance Art. In una delle sue prime esibizioni, che si svolgevano in strada, suonava un violino che, grazie a un registratore nascosto all'interno, produceva dei loop di suoni che si sovrapponevano alla musica da lei suonata. Durante l'esibizione indossava un paio di pattini, le cui lame erano immerse in due blocchi di ghiaccio. Con il passare del tempo il ghiaccio si scioglieva e Laurie smetteva di suonare quando non era più in grado di stare in piedi.
Il violino resterà spesso al centro delle sue esibizioni e della sua creatività. Uno dei suoi strumenti più celebri, il Tape-bow violin, ha una testina da registratore al posto delle corde e un nastro magnetico inciso, teso sull'archetto. Il suono viene prodotto facendo scorrere l'archetto (il nastro) sul violino (la testina).
Tra i suoi lavori più celebri: United States 1-4, Mister Heartbreak, Empty Places, Stories from the Nerve Bible e Song and Stories from Moby Dick, uno spettacolo imponente ispirato al celebre romanzo di Herman Melville, nel quale suona un altro strumento di sua invenzione, il Bastone parlante (Talking stick), una sbarra metallica riempita di circuiti elettronici che riproduce suoni in base a come viene mossa o toccata.
Nel 1981 acquista popolarità con il singolo O Superman (for Massenet), composizione minimalista che raggiunge inaspettatamente il secondo posto nelle classifiche britanniche. Il brano, divenuto celebre in Italia tra la fine degli anni ottanta e l'inizio degli anni novanta grazie ad una serie di spot pubblicitari del Ministero della sanità per la prevenzione dell'AIDS, apre alla Anderson le porte della discografia.
Nel periodo 1994-1995 ha prodotto anche un CD-ROM interattivo della durata di circa 12 ore e dal titolo Puppet Motel.
Ha scritto alcune sezioni della voce relativa a New York per l'Enciclopedia Britannica.

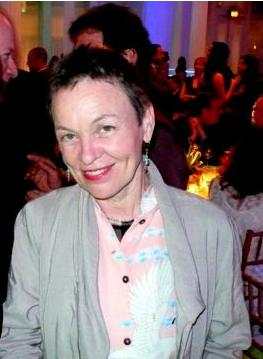
Laurie Anderson nel 2007

Laurie Anderson ha collaborato con lo scrittore William S. Burroughs, con il regista Wim Wenders e con molti musicisti fra i quali: Brian Eno, Peter Gabriel, Philip Glass, Jean-Michel Jarre, Bobby McFerrin, Lou Reed, Dave Stewart, John Zorn.
Nel 2001 ha ricevuto il Premio Tenco (insieme con Luis Eduardo Aute).
Nel 2003 è diventata la prima artista ufficiale della NASA.
Nel 2015 ha diretto il documentario Heart of a Dog, la cui colonna sonora è stata pubblicata anche in una versione in lingua italiana, narrata da lei stessa.

## Vita privata
Il 12 aprile 2008 si è sposata con il suo compagno Lou Reed con una cerimonia privata a Boulder in Colorado.
Il 27 ottobre 2013 ha perso il marito, commemorato in una toccante lettera diffusa dai principali organi di stampa.

## Mostre
- 2002 - The Record Of The Time, Musée d'Art Contemporain, Lione
- 2003 - The Record Of The Time, Museum Kunstpalast, Düsseldorf
- 2003-2004 - The Record Of The Time, Padiglione d'arte contemporanea di Milano, Milano

## Discografia

### Album
- 1981 - You Are the Guy I Want to Share My Money With (con William S. Burroughs e John Giorno)
- 1982 - Big Science
- 1984 - United States Live
- 1984 - Mister Heartbreak
- 1986 - Home of the Brave
- 1989 - Strange Angels
- 1994 - Bright Red
- 1995 - In Our Sleep
- 1995 - The Ugly One with the Jewels
- 2000 - Talk Normal: The Laurie Anderson Anthology
- 2001 - Life on a String
- 2002 - Live in New York
- 2010 - Homeland
- 2024 - Amelia

### Singoli
- 1981 - O Superman (for Massenet)
- 1981 - Big Science
- 1984 - Sharkey's Day
- 1986 - Language Is a Virus
- 1989 - Strange Angels
- 1989 - Babydoll
- 1994 - In Our Sleep
- 2007 - Big Science 2
- 2008 - Mambo and Bling
- 2010 - Only an Expert
- 2015 - Heart of a Dog
- 2018 - Landfall
- 2019 - Song from the Bardo